# Беркуты (Новосибирская область)
Беркуты — деревня в Каргатском районе Новосибирской области. Входит в состав Беркутовского сельсовета. 

## География
Площадь деревни — 40 гектаров. 

## Население
| 2002 | 2007 | 2010 |
| ---- | ---- | ---- |
| 201  | ↘133 | ↘115 |

## Инфраструктура
В деревне по данным на 2007 год функционируют 1 учреждение здравоохранения, 1 образовательное учреждение.